# José Alejandro Barrondo
José Alejandro Barrondo (* 16. September 1996 in San Cristóbal Verapaz) ist ein guatemaltekischer Geher.

## Leben
José Alejandro Barrondo wuchs zusammen mit sieben Geschwistern in der Stadt Cobán auf. Sein Cousin ist der Geher Erick Barrondo, der 2012 die Silbermedaille bei den Olympischen Spielen in London gewinnen konnte. Um seine Familie finanziell unterstützen zu können, verdiente José als Jugendlicher Geld als Schuhputzer.

## Sportliche Laufbahn
Barrondo sammelte 2013 erste internationale Wettkampferfahrung im Gehen. Zunächst trat er im Juli bei den U18-Weltmeisterschaften in Donezk, wurde allerdings im Wettkampf über 10 km, wenige Meter vor dem Ziel auf Platz zwei liegend, disqualifiziert. Einen Monat später trat er in Kolumbien bei den U20-Panamerikameisterschaften an. Dort stellte er mit einer Zeit von 42:00,98 min seine persönliche Bestleistung auf und verpasste als Vierter knapp die Medaillenränge. Zwei Jahre später gewann er im Juni bei den U20-Meisterschaften Panamas und der Karibik in El Salvador die Silbermedaille. Ein Jahr darauf gewann er an gleicher Stelle die Goldmedaille im 20-km-Gehen bei den U23-Meisterschaften Zentralamerikas und der Karibik. Im Februar 2017 siegte Barrondo erstmals bei den Meisterschaften seines Heimatlandes. Später im Mai steigerte er seine Bestzeit auf 1:23:30 h und war damit für die Weltmeisterschaften qualifiziert, bei denen er im August in London an den Start ging. Dort blieb er im Wettkampf nur knapp hinter seiner Bestleistung zurück und belegte im Ziel den 40. Platz. 2018 trat er im August in Kolumbien bei den Zentralamerika- und Karibikspielen an und erreichte als Sechster auf der 20-km-Distanz das Ziel. 2019 konnte sich Barrondo im Juni deutlich bis auf 1:19:55 h steigern. Damit erfüllte er bereits vorzeitig die Qualifikation für die Olympischen Sommerspiele in Tokio. Anfang August nahm er in Lima an den Panamerikanischen Spielen teil und konnte dort die Bronzemedaille gewinnen. Zwei Monate später nahm er in Doha zum zweiten Mal an Weltmeisterschaften teil, wurde im Laufe des Wettkampfes allerdings disqualifiziert. Das Gleiche passierte ihm bei den Olympischen Spielen im August 2021 in Sapporo.
2022 trat Barrondo zu seinen zweiten Weltmeisterschaften an, wurde allerdings, wie schon 2019, im Laufe des Wettkampfes disqualifiziert. 2023 trat er in Budapest erneut bei den Weltmeisterschaften an. Über 20 km kam er zwar nicht über Platz 31 hinaus, dennoch stellte die Platzierung bei seiner vierten Teilnahme sein bislang bestes WM-Ergebnis dar.

## Wichtige Wettbewerbe
| Jahr                  | Veranstaltung                                  | Ort                   | Platz                 | Disziplin             | Zeit                  |
| Startet für Guatemala | Startet für Guatemala                          | Startet für Guatemala | Startet für Guatemala | Startet für Guatemala | Startet für Guatemala |
| --------------------- | ---------------------------------------------- | --------------------- | --------------------- | --------------------- | --------------------- |
| 2013                  | U18-Weltmeisterschaften                        | Donezk                |                       | 10.000 m Bahngehen    | DSQ                   |
| 2013                  | U20-Panamerikameisterschaften                  | Medellín              | 4.                    | 10.000 m Bahngehen    | 42:00,98 min          |
| 2015                  | U20-Zentralamerika- und Karibikmeisterschaften | San Salvador          | 2.                    | 10.000 m Bahngehen    | 45:47,72 min          |
| 2016                  | U23-Zentralamerika- und Karibikmeisterschaften | San Salvador          | 1.                    | 20 km Gehen           | 1:34:32 h             |
| 2017                  | Weltmeisterschaften                            | London                | 40.                   | 20 km Gehen           | 1:23:47 h             |
| 2018                  | Zentralamerika- und Karibikspiele              | Barranquilla          | 6.                    | 20 km Gehen           | 1:34:04 h             |
| 2019                  | Panamerikanische Spiele                        | Lima                  | 3.                    | 20 km Gehen           | 1:21:57 h             |
| 2019                  | Weltmeisterschaften                            | Doha                  |                       | 20 km Gehen           | DSQ                   |
| 2021                  | Olympische Spiele                              | Tokio                 |                       | 20 km Gehen           | DSQ                   |
| 2022                  | Weltmeisterschaften                            | Eugene                |                       | 20 km Gehen           | DSQ                   |
| 2023                  | Weltmeisterschaften                            | Budapest              | 31.                   | 20 km Gehen           | 1:23:33 h             |

## Persönliche Bestleistungen
- 10.000-m-Bahngehen: 42:00,98 min, 24. August 2013, Medellín
- 20-km-Gehen: 1:19:42 h, 3. Juni 2023, La Coruña